# 北广济街
北广济街是位于西安市中心的一条街道，曾经是西安城的中轴线，现在以其特色小吃而闻名。

## 历史
隋唐时期，北广济街的所在地是隋唐长安皇城，以及五代宋元西安城的南北中轴线。明洪武十七年（1384年），西安钟楼初建于北广济街口的迎样观内，明神宗万历十年（1582年）移建钟楼于现址。钟楼移建后，广济街迎祥观内曾重修钟楼，作为道观建筑的组成部分，1949年后建国后道观被改建为西大街第一小学。
清末到民国年间，北广济街内有许多做批发生意的大绸缎、布匹庄。民国初年，数家钱庄云集于南、北广济街上。
1949年以前，北广济街仅指从西大街到麻家什字的一段，而麻家什字到红埠街的一段被称为狮子庙街。1966年将南北广济街改名为风雷路，1972年恢复原名。